# Karl Thomas Fehr
Karl Thomas Fehr (* 14. Januar 1954 in Blaichach; † 18. März 2014) war ein deutscher Mineraloge und Professor für Mineralogie und Petrografie  an der Ludwig-Maximilians-Universität München.

## Leben
Karl Thomas Fehr begann nach seinem Abitur in Kempten und nach Ableistung Wehrdienstes im Jahr 1974 mit dem Mineralogie-Studium an der Ludwig-Maximilians-Universität (LMU) in München.
Die Diplomarbeit im Jahr 1979 wurde von Hans Gerhard Huckenholz betreut, bei dem Karl Thomas Fehr 1983 mit einer Arbeit über die Stabilität von Grossular-Hydrogrossular-Mischkristallen promovierte. Nach seiner Promotion im Jahr 1983 wurde Fehr als Akademischer Rat am Institut für Mineralogie und Petrographie der LMU angestellt, zunächst auf Zeit, ab 1988 als Akademischer Rat auf Lebenszeit ernannt.
Nach der Habilitation in Mineralogie und Petrografie am 16. Dezember 1992 an der geowissenschaftlichen Fakultät der LMU wurde ihm am 13. April 1994 die Lehrbefugnis erteilt. Seine erste Gastprofessur in Petrologie übte er im Sommersemester 1996 an der Universität Salzburg aus. Fünf Jahre später erhielt er erneut einen Ruf aus Salzburg, um den Lehrstuhl für Angewandte Mineralogie zu leiten, was er jedoch ablehnte.
Am 22. Juli 1999 wurde Karl Thomas Fehr zum  Außerplanmäßigen Professor für Mineralogie an der Fakultät für Geowissenschaften der LMU ernannt. Hier war er in der Lehre auch als langjähriger Vorsitzende des Prüfungsausschusses tätig.
Nach der Habilitation lag sein Forschungsschwerpunkt zunächst auf Untersuchungen von Stabilitäten und Koexistenzen von Mineralen, insbesondere aus der Granat-, Epidot- und Pyroxen-Gruppe. Später konzentrierte er sich auf die Erforschung von kristallisierten Calciumsilikathydraten, die für die Baustoffindustrie, insbesondere für die Betonherstellung von großer Bedeutung sind. Seinen Arbeitsschwerpunkt verlagerte er zunehmend in den Bereich der Technischen Mineralogie. Zu seinen neueren Forschungszielen gehörte die Untersuchung von Ferroelektrika, Kathodenmaterialien für Lithium-Ionen-Akkus und belastungsresistenten Werkzeugsbeschichtungen. Auf diesem Forschungsgebiet war er als Forschungsgruppenleiter im Bayerischen Forschungsverbund forlayer tätig. Von 2000 bis 2004 leitete er das DFG-Projekt „Fe- und Zn-Verteilung zwischen Silikaten und Sulfiden“.
Karl Thomas Fehrs Forschungsergebnisse auf dem Gebiet der Technischen Mineralogie wurden weltweit geschätzt. Auf zahlreichen internationalen Kongressen stellte er seine Forschungsergebnisse zur Diskussion.
Karl Thomas Fehr war Mitglied des Arbeitskreises für Angewandte Mineralogie in Umwelt und Technik und von 1998 bis 2002 Mitglied der Kommission für Technische Mineralogie der Deutschen Mineralogischen Gesellschaft und  Mitglied des International Solvothermal and Hydrothermal Association Councils. Darüber hinaus publizierte Fehr zahlreiche Arbeiten zur Kristallchemie von Phosphaten und Arsenaten, zu Spektroskopieverfahren, zum Oxidationsstatus von Eisen in Gläsern, zu Meteoriten, Impaktkratern sowie zu römischen Schmiedeschlacken und mittelalterlichen Verhüttungsresten.
Bis zu seinem Tode im Alter von 60 Jahren war Karl Thomas Fehr als Akademischer Direktor Leiter des Mikrosonden-Labors des Departments für Geo- und Umweltwissenschaften der LMU.
Karl Thomas Fehr war seit 1978 verheiratet. Aus dieser Ehe gingen zwei Kinder hervor.

## Ehrungen
Jochen Schlüter und Kollegen benannten im Jahre 2021 ein neues Mineral, das Mg-Analogon von Ktenasit und Gobelinit, zu Ehren von Karl Thomas Fehr als Fehrit.

## Publikationen (Auswahl)
- Stabilität von Grossular-Hydrogrossular-Mischkristallen in einer binären H2O-CO2-Gasphase [HO-CO-Gasphase], 1982 (Dissertation)

gemeinsam mit:
- R. Hochleitner: Mineralien der Sabelliit-Theisit-Gruppe aus dem Bergbau-revier Schwaz-Brixlegg, Tirol. Mitt. Österr. Min. Ges., 142, 1997, S. 23f.
- R. Hochleitner: Zur Kristallchemie von Mineralien der Sabelliit-Theisit-Gruppe. Beiheft z. European J. Mineral., Vol. 9, 1997, S. 158.
- R. Hochleitner: Jahnsit-Gruppen Minerale aus dem Pegmatit von Hagendorf-Süd in Ostbayern. Beiheft z. European J. Mineral., Vol. 11, 1999, S. 11.
- M. Huber, R. Hochleitner: Kristallchemie von Aluminium-Tobermorit: Untersuchungen zur Struktur. Beiheft z. European J. Mineral., Vol. 12, 2000, S. 86
- R. Hochleitner, G. Tippelt, G. Amthauer: Kristallchemie von Mischkristallen der Reihe Plumbojarosit-Segnitit. Beiheft z. European J. Mineral., Vol. 12, 2000, S. 45
- R. Hochleitner: Infrared spectroscopy of natural xonotlites. Beih. z. European. J. Mineral., Vol. 14, 2002, S. 70
- R. Hochleitner, C. Rewitzer, C.: Isokite - new occurrence and new data. DMG-Jahrestagung, Bochum, Beiheft z. European J. Mineral., 2003, S. 84.
- V. Hoffmann, R. Hochleitner, G. Simon, J. Popp, N. Tarcea, M. Funaki: SNC-meteorites: magnetic signature and Raman-spectroscopy. Abstract, IUGG/IAGA, 2003, Sapporo.
- R. Hochleitner, G. Simon, J. Pohl, E. Schmidbauer: Mineralogy and 57Fe Mössbauer spectroscopy of opaque phases of the Neuschwanstein EL6 chondrite. Meteoritics and Planetary Sciences 39 / 11, 2004. S. 1643–1648.
- R. Hochleitner, S. Hölzl, E. Geiss, J. Pohl, J. Faßbinder: Ferrosilizium-Pseudometeorite aus dem Raum Burghausen, Bayern. Der Aufschluss 55, 2004, S. 297–303.
- R. Hochleitner: Isokite from Senhora de Assunção, Portugal: new Find and new data. Neues Jahrbuch für Mineralogie, Abhandlungen, Vol. 182/1, 2005, S. 103–106.
- J. Schneider, R. Hochleitner, E. Schmidbauer: Electrical conductivity, thermopower, electron microprobe analysis, x-ray diffraction and 57Fe Mössbauer spectroscopy of Mn ilvaite. Part 1: Compositional, structural and Mössbauer data. Physics and Chemistry of Minerals, Vol. 32,  2005, S. 388–399.
- E. Schmidbauer. R. Hochleitner, J. Schneider: Electrical conductivity, thermopower, electron microprobe analysis, x-ray diffraction and 57Fe Mössbauer spectroscopy of Mn ilvaite. Part 2: Electrical conductivity and thermopower. Physics and Chemistry of Minerals Vol 32,  2005, S. 400–411.
- J. Pohl, W. Mayer, R. Hochleitner,  J. Fassbinder, E. Geiss, H. Kerscher: A meteorite impact crater field in Eastern Bavaria? A preliminary report. Meteoritics and Planetary Sciences 40 / 2, 2005, S. 187–194.
- R. Hochleitner, S. Weiss, M. Antognini, F. Girland, N. Meisser, S. Ansermet, F. Pezzotta: Exotic zirconiferous nepheline pegmatites from the eastern part of the finero ultrabasic complex, Ivrea zone, southern alps, CH. Beiheft z. European J. Mineral., 2006, S. 57
- R. Hochleitner, E. Schmidbauer, J. Schneider: Mineralogy, mössbauer spectra and electrical conductivity of triphylite. Phys. Chem. Minerals 34, 2007, S. 485–494.
- R. Hochleitner: Keckite - a Special Member of the Jahnsite Group with Trivalent Iron on the B-site. 100. Jahrestagung der Deutschen Mineralogischen Gesellschaft, Berlin 2008, Abstract, S. 138.
- R. Hochleitner, F. Schimmer: Chemische und mineralogische Untersuchungen an römischen Eisenschlacken. 100. Jahrestagung der Deutschen Mineralogischen Gesellschaft, Berlin 2008, Abstract, S. 116.
- R. Hochleitner: Crystal chemistry of Xonotlite Ca6Si6O17(OH)2. Part I: Determination of polytypes using X-Ray Powder Diffraction (XRPD). N. Jahrbuch Miner. Abh. 186/2, 2009, S. 153–162
- K. U. Hess, R. Hochleitner, G. Giuli, F. Arzilli, A. Fortunati, D. B. Dingwell: The bearing of composition on the rheology of tektites from the Australasian strewn field: limiting factors of the tektite production process. Jahrestagung der Deutschen Mineralogischen Gesellschaft Münster, 2010, Abstract
- A. Günther, N. Hoke, M. Kaliwoda, R. Hochleitner, A. Beck, A. Reul, A. Rott, M. Harbeck: Spectroscopic investigations (FTIR, RAMAN) on forensic and archaeological human skeletal remains. 7th Bone Diagenesis Meeting, Lyon, Frankreich, 22.–25. Oktober 2013